# Dino Gavrić
Dino Gavrić (ur. 11 kwietnia 1989 w Osijeku) – chorwacki piłkarz występujący na pozycji obrońcy w Knattspyrnufélagið Fram.

## Kariera
Gavrić jest wychowankiem NK Osijek. Najpierw występował w juniorskich sekcjach tego klubu, a od 2008 roku był zawodnikiem pierwszej drużyny. Zadebiutował w Prvej HNL 22 marca w zremisowanym meczu z NK Zadar. W ciągu czterech lat rozegrał 73 spotkania w najwyższej klasie rozgrywkowej i zdobył dwie bramki, odchodząc z zespołu w lipcu 2012 roku. 19 lutego 2013 r. podpisał pięciomiesięczny kontrakt z Widzewem Łódź.

## Statystyki kariery
| Sezon       | Klub                    | Kraj                 | Rozgrywki     | Mecze | Bramki |
| ----------- | ----------------------- | -------------------- | ------------- | ----- | ------ |
| 2007/08 (w) | NK Osijek               | Chorwacja            | Prva HNL      | 4     | 0      |
| 2008/09     | NK Osijek               | Chorwacja            | Prva HNL      | 10    | 0      |
| 2009/10     | NK Osijek               | Chorwacja            | Prva HNL      | 12    | 1      |
| 2010/11     | NK Osijek               | Chorwacja            | Prva HNL      | 26    | 0      |
| 2011/12     | NK Osijek               | Chorwacja            | Prva HNL      | 21    | 1      |
| 2012/13 (w) | Widzew Łódź             | Polska               | Ekstraklasa   | 9     | 0      |
| 2013/14     | Paralimni               | Cypr                 | A’ Kategorias | 23    | 1      |
| 2014/15     | Dunaújváros PASE        | Węgry                | NB I          | 9     | 0      |
| 2015/16     | Velež Mostar            | Bośnia i Hercegowina | Prva Liga     | 5     | 0      |
| 2016        | Knattspyrnufélagið Fram | Islandia             | 1. deild      | 18    | 3      |
| 2017        | Knattspyrnufélagið Fram | Islandia             | 1. deild      | 18    | 1      |